# Glenea buruana
Glenea buruana là một loài bọ cánh cứng trong họ Cerambycidae.